# Visage (альбом)
Visage — дебютный студийный альбом британской поп-группы Visage, записанный на Genetic Sound Studios в Рединге (Англия) и выпущенный на Polydor Records 10 ноября 1980 года. Альбом достиг 13-й позиции в чарте Великобритании, а в марте 1981 стал серебряным.

## Список композиций

### Первая сторона
1. «Visage» — 3:53
2. «Blocks on Blocks» — 4:00
3. «The Dancer» (Юр, Иган) — 3:40
4. «Tar» — 3:32
5. «Fade to Grey» (Карри, Юр, Кристофер Пэйн) — 4:00

### Вторая сторона
1. «Malpaso Man» — 4:14
2. «Mind of a Toy» — 4:28
3. «Moon Over Moscow»  — 4:00
4. «Visa-age» — 4:18
5. «The Steps» — 3:14

## Участвующие в записи исполнители

### Visage
- Стив Стрейндж — вокал
- Мидж Юр — гитара, синтезатор, бэк-вокал
- Джон Макгиох — гитара, саксофон, бэк-вокал
- Дейв Формула — синтезатор
- Билли Карри — электроскрипка, синтезатор
- Расти Иган — ударные, бэк-вокал

### Приглашенные музыканты
- Барри Адамсон — бас-гитара в «Visage», «Blocks on Blocks» и «Tar»
- Кристофер Пэйн — синтезатор в «Fade to Grey»
- Седрик Шарпли — ударные в «Fade to Grey»
- Бриджит Аренс — женский голос в «Fade to Grey»